# アーブロース・スモーキーズ

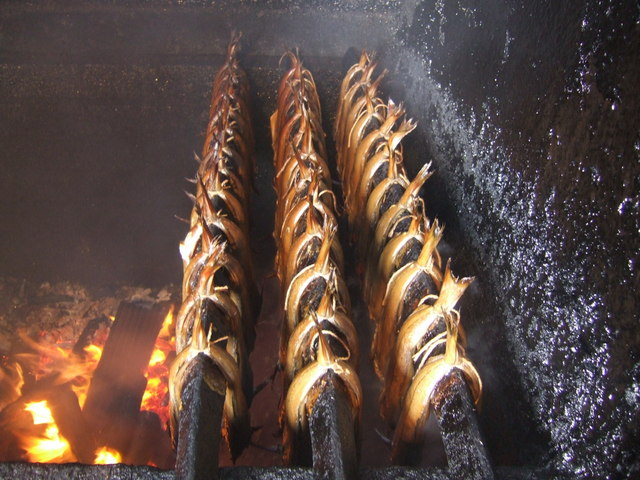
燻製中のアーブロース・スモーキーズ

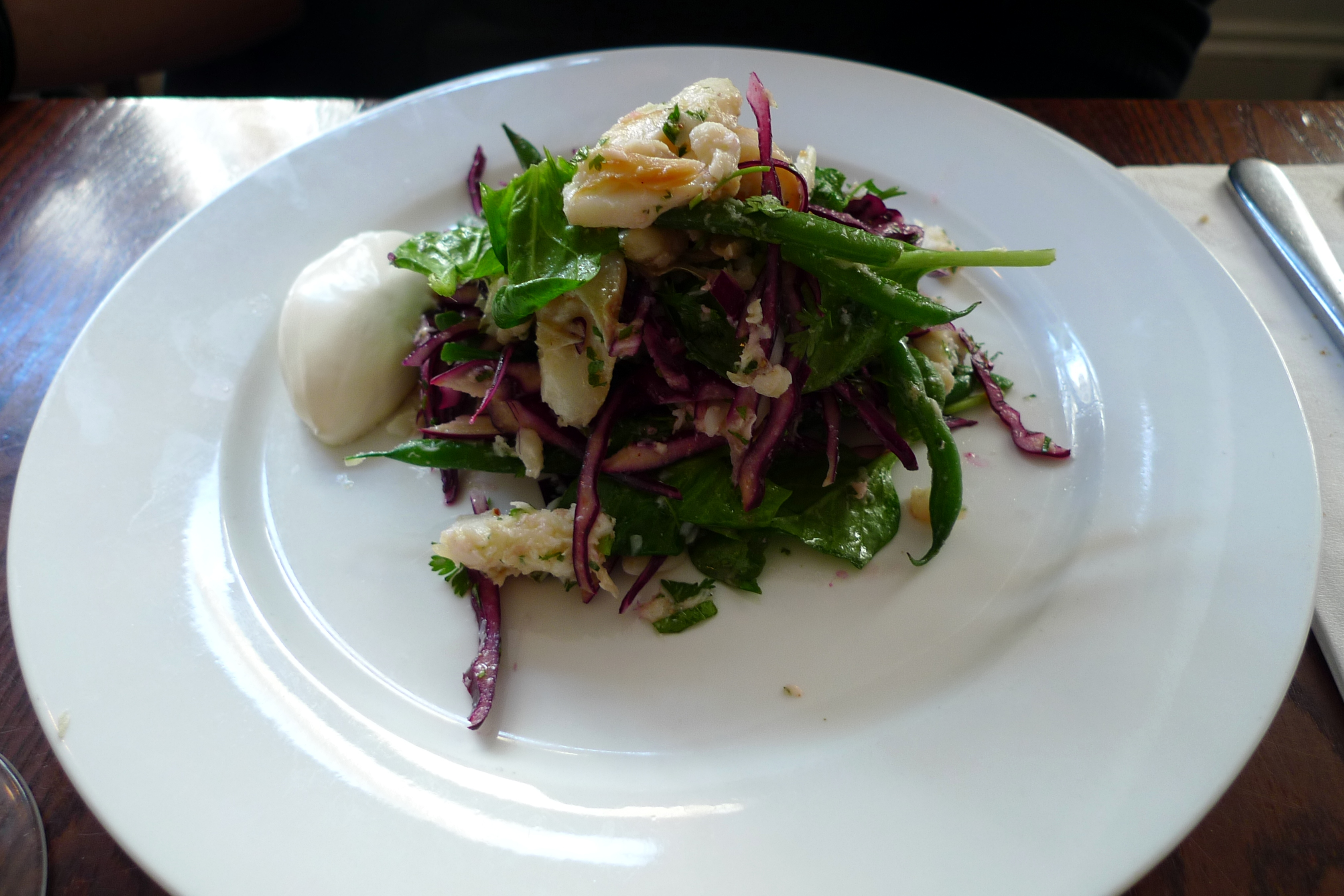
アーブロース・スモーキーズを使用した料理例（赤キャベツ、ホースラディッシュ、クレームフレーシュ添え）（ロンドン）

アーブロース・スモーキーズ（英語: Arbroath smokies）は、スコットランド・アンガスのアーブロースの名物。コダラの燻製である。
イギリスで地理的表示 (GI)に指定されており、日本もいおいても「日本における海外のGI保護」の指定産品となっている。

## 概要
アーブロースは、古くは漁業で栄えており、産業革命後は亜麻と帆布の生産で知られていたが、こういった産業は衰退しており、ダンディーのベッドタウンとなっている。時代に取り残された感もあるアーブロースだが、アーブロース修道院とアーブロース・スモーキーズは世に知られる。
アーブロース・スモーキーズは、後述する生産方法（#生産方法）によって、後述する生産地内（#生産地）で加工されて、頭とわたを取り除いた燻製のコダラである。
多くの場合は、スコットランド周辺の海で漁獲され、スコットランドの港で水揚げされたコダラを用いる。例外的に異常気象や慢性的な漁獲不足などがおきた場合には、スコットランド以外からコダラが調達される場合もある。
アーブロース・スモーキーズは重さ350グラムから550グラムほどのコダラ2尾を麻紐で結ん加工品として販売される。
色は濃い金色から茶色で、中の身はクリーミーな白色をしている。外側は少しパサつくが、内側はしっとりとしてジューシーな食感であり、身は骨から剥がしやすい。マイルドな魚の香りがかぐわしく、軽い燻製風味とわずかな塩味がある。
伝統的な製法に則って、新鮮なコダラを直火で燻製にするため、機械式窯で燻製される同様の製品とは身のジューシーさと風味が異なる。
アーブロース・スモーキーズの味はコダラに左右されるとされ、元の素材の良さに由来する。燻製の煙のほのかな甘みと、コダラの繊細な味の組み合わせが美味しさの秘密といえる。

## 生産地
アーブロースのタウンハウスから半径8キロメートル以内の内陸部であること。
北のウェストメインのコミュニティと南のイーストヘイブンのコミュニティまでの範囲。

## 生産方法
コダラは、公式に指定されたスコットランドの魚市場に漁船が直接水揚げし、氷詰めされたものを用いる。
加工施設に運ばれたコダラは、手作業で内臓を取り除き、洗浄した後に乾燥させる。その後、風味を加える目的とコダラの外皮を硬化させる目的で乾燥塩の入った容器に重ねられる。塩漬けの時間は重量によって異なる。
塩漬け工程の途中で、同じサイズのコダラ2尾を1組にして、地元で生産された麻紐を用いて尾を結ぶ。
漬け塩工程の完了後、1組にした魚を洗浄して残っている塩を取り除いてから、三角形のレールの上に2尾を結んだ紐がレールの上に来るようにして掛けて乾かす。この乾燥によってコダラの外皮はさらに皮が固くなるため、直火による燻製の熱にさらされても裂けることがなくなる。
燻製窯は伝統的に「バレル（barrels）」と呼ばれる。バレルの底にオークの硬材を置き、点火する。バレルの上に2尾1組のコダラを掛けた三角形のレールを並べ、45分から60分かけて調理が完了する。燻製時間は、気象条件やオークの乾燥ぐあいなどに左右され、いつ完成するかを判断するには燻製者の技能が重要となってくる。
燻製工程が完了すると、三角形のレールに掛けたままバレルから外して冷ます。熱を冷めたものはすぐにでも食べることができる。
生産方法は代々受け継がれている手作業で19世紀の技術と本質的に変わることはない。

## 歴史
現在知られている「アーブロース・スモーキーズ」の生産は、アーブロースの北約3マイルにある小さな漁村オーチミシーで始まったとされる。
オーチミシは1434年に古代アーブロース寺院によって記録が残されており、約1000年前にスカンジナビア半島からの侵略者がスコットランドの海岸に定住したのが起源とされる。当時のスカンジナビア半島でも魚を保存するために熱燻製が行われていたことから、この侵略者たちが魚を熱燻製する方法と伝統を村にもたらしたものだと推測される。
オーチミシーからアーブロースに運ばれた経緯として、以下のような内容が文書として記録されている。1705年のアーブロースでは漁業が衰退しており、これを救うため町議会は漁師たちをアーブロースに呼び寄せようと尽力した。これに応じる形でオーチミシーの村人たちは南部に移動を始めた。漁師たちは農奴の身分で暮らしていたが、1830年までには農奴制度はなくなり、オーチミシー村の漁師は自由に移動することができるようになった。アーブロースの町議会が呼び寄せた漁師っちとその家族は、本格的にアーブロースの町に移動し始め、「フィット・オ・トゥーン（fit o'the toon、「町のふもと」）」に定住して、アーブロースに船や伝統、技術がもたらされた。
1920年までには、オーチミシー村の漁民の大部分がアーブロースに移住しフィット・オ・トゥーンの大部分を占めることになり、今日まで町の港湾地域には主に漁師の子孫が住んでいる。
19世紀になると写真技術が発達したことで、実際に視覚的記録を見ることができり、アーブロース地域における燻製産業の存在と重要性証明されることとなった。
生産者の多くが、そのルーツを家族の先祖の世代を通して、アーブロース・スモーキーズの起源にさかのぼることができるという事実は、燻製工程を行うために必要な技能が長年にわたり受け継がれてきただけでなく、アーブロース・スモーキーズの生産の伝統が根強く残っていることも示している。実際、スピンク（Spink）、スワンキー（Swankie）、カーギル（Cargill）といった生産者の一部の名前は、バイキングに由来しているものである。